# Caranx heberi
Caranx heberi és un peix teleosti de la família dels caràngids i de l'ordre dels perciformes.

## Morfologia
Pot arribar als 85 cm de llargària total i als 12,5 kg de pes.

## Distribució geogràfica
Es troba des de les costes de l'Àfrica oriental i Madagascar fins a les de Fidji, Ryukyu i nord d'Austràlia.